# SG Sampierdarenese
Die Società Ginnastica Comunale Sampierdarenese war ein am 6. Juni 1891 in Genua gegründeter italienischer Sportverein. Der Verein wurde nach dem Genueser Hafenviertel Sampierdarena benannt.

## Fußballabteilung
Die Fußballabteilung der SG Sampierdarenese wurde 1899 gegründet. Die Farben der Mannschaft waren schwarz und weiß. Sampierdarenese war zu Beginn kein Mitglied in der Federazione Italiana Giuoco Calcio, trotzdem durfte man als Gast an den Turnieren 1899 und 1900 teilnehmen. Danach durften nur noch Mitglieder mitspielen, weshalb Sampierdarenese in der Folge nicht mehr an der Italienischen Meisterschaft teilnahm.
Nach dem Ersten Weltkrieg fusionierte man mit der AC Liguria. Die neue Mannschaft nannte sich in der Folge US Sampierdarenese.

### US Sampierdarenese

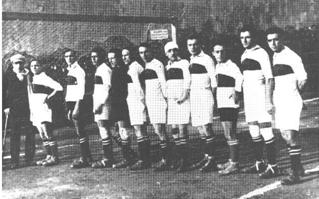
US Sampierdarenese (1920)

Der neue Verein wurde sofort Mitglied der Federazione Italiana Giuoco Calcio, worauf die Mannschaft sich wieder an Meisterschaftsspielen beteiligen konnte. In der Folge konnte sich der Verein im Mittelfeld der 1. Divisione Lega Nord positionieren. Der größte Erfolg war das Erreichen des zweiten Platzes in der Saison 1921/22, jedoch konnte der Verein dieses Ergebnis nicht bestätigen.
Im Juli 1927 fusionierten Sampierdarenese und Corniglianese. Die faschistische Führung verfügte eine Umbenennung in La Dominante AC.

### La Dominante AC
Der neu gegründete Verein belegte am Ende seiner ersten Saison den zehnten Platz und damit eigentlich einen Abstiegsplatz. Jedoch verblieb La Dominante auch in der folgenden Saison in der Divisione Nazionale. In der Saison 1928/29 belegte man erneut den zehnten Platz und diesmal stieg man tatsächlich in die neu gegründete Serie B ab. Dort belegte man in der Saison 1929/30 den dritten Platz. Am Ende der Saison fusionierte La Dominante mit FS Sestrese Calcio 1919 und Rivarolese, der neu gegründete Verein wurde in Liguria FBC umbenannt.

### Liguria FBC
Die Vereinsfarben des Liguria FBC waren rot-schwarz. In seiner ersten Saison, 1930/31 belegte der Liguria FBC mit lediglich 19 Punkten den letzten Platz in der Serie B und stieg damit ab. Nach nur einer Saison änderte der Verein erneut den Namen in AC Sampierdarenese.

### AC Sampierdarenese
In ihrer ersten Spielzeit kehrte die AC Sampierdarenese in die Serie B zurück, dort platzierte man sich in der folgenden Saison auf dem achten Platz. In der Saison 1933/34 belegte Sampierdarenese den ersten Platz in der Girone A der Serie B, damit qualifizierte man sich für die Finalrunde. In dieser belegte man zusammen mit der AS Bari mit je neun Punkten den ersten Platz. Dadurch kam es zu einem Entscheidungsspiel, welches in Bologna stattfand und bei dem Sampierdarenese Bari mit 1:0 besiegte und damit in die Serie A aufstieg. In der Serie A konnte man sich in den folgenden Spielzeiten im unteren Mittelfeld positionieren. Vor der Saison 1937/38 fusionierte Sampierdarenese mit Rivarolese und Corniglianese zur AC Liguria.

### AC Liguria
Die AC Liguria spielte weiterhin im unteren Mittelfeld der Serie A mit. 1939/40 stieg Liguria in die Serie B ab, in der folgenden Saison gelang der direkte Wiederaufstieg. Zur Saison 1945/46 nahm der Verein wieder den Namen US Sampierdarenese an.

### US Sampierdarenese
Sampierdarenese belegte in der Saison 1945/46 im Campionato Alta Italia der Italienischen Meisterschaft mit 15 Punkten den 14. und damit letzten Platz. Zur Saison 1946/47 fusionierte Sampierdarenese mit der SG Andrea Doria. Der Name des neuen Vereines setzte sich aus den vier Anfangsbuchstaben von Sampierdarenese und den fünf letzten Buchstaben von Andrea Doria zusammen. Damit nannte sich der neu gegründete Verein Sampdoria Genua.

## Sportliche Chronologie der Fußballabteilung
SG Sampierdarenese
- 1898: Halbfinalist
- 1899: Forfait im Ausscheidungsspiel
- 1900: Niederlage im Ausscheidungsspiel der Region Ligurien

US Sampierdarenese
- 1919/20: 1. Categoria Liguria 4. Platz mit 7 Punkten
- 1920/21: 1. Categoria Liguria 5. Platz mit 16 Punkten
- 1921/22: Finalist (FIGC-Meisterschaft)
- 1922/23: 1. Divisione Lega Nord Girone A 3. Platz mit 28 Punkten
- 1923/24: 1. Divisione Lega Nord Girone A 9. Platz mit 18 Punkten
- 1924/25: 1. Divisione Lega Nord Girone B 10. Platz mit 20 Punkten
- 1925/26: 1. Divisione Lega Nord Girone B 6. Platz mit 23 Punkten
- 1926/27: 1. Divisione Lega Nord Girone B 5. Platz mit 20 Punkten

La Dominante AC
- 1927/28 Divisione Nazionale Girone B 10 Platz mit 14 Punkten
- 1928/29 Divisione Nazionale Girone B 10 Platz mit 23 Punkten, damit Abstieg in die Serie B
- 1929/30 Serie B 3 Platz mit 42 Punkten

Liguria FBC
- 1930/31 Serie B 18 Platz mit 19 Punkten, Abstieg in die 1. Divisione.

AC Sampierdarenese
- 1931/32 1. Divisione Gruppe D 2. Platz mit 40 Punkten. Finalrunde 1. Platz und damit Aufstieg in die Serie B
- 1932/33 Serie B 8. Platz mit 33 Punkten
- 1933/34 Serie B Gruppe A 1. Platz mit 36 Punkten, 1. Platz in der Finalrunde mit 9 Punkten, nach einem Sieg im Entscheidungsspiel gegen Bari Aufstieg in die Serie A
- 1934/35 Serie A 13. Platz mit 26 Punkten
- 1935/36 Serie A 12. Platz mit 27 Punkten
- 1936/37 Serie A 14. Platz mit 22 Punkten

AC Liguria
- 1937/38 Serie A 11. Platz mit 24 Punkten
- 1938/39 Serie A 6. Platz mit 31 Punkten
- 1939/40 Serie A 15. Platz mit 24 Punkten, Abstieg in die Serie B aufgrund der schlechteren Tordifferenz gegenüber den punktgleichen AC Florenz und SSC Neapel
- 1940/41 Serie B 1. Platz mit 49 Punkten, Direktaufstieg in die Serie A
- 1941/42 Serie A 11. Platz mit 27 Punkten.
- 1942/43 Serie A 16. Platz, Abstieg
- 1943/44 Torneo misto Alta-Italia Ausscheidungsrunde Piemonte und Liguria, 4. Platz mit 23 Punkten.

US Sampierdarenese
- 1945/46 Serie A Campionato Alta Italia 14 Platz mit 15 Punkten, Abstieg in die Serie B.